# Пироговский гидроузел

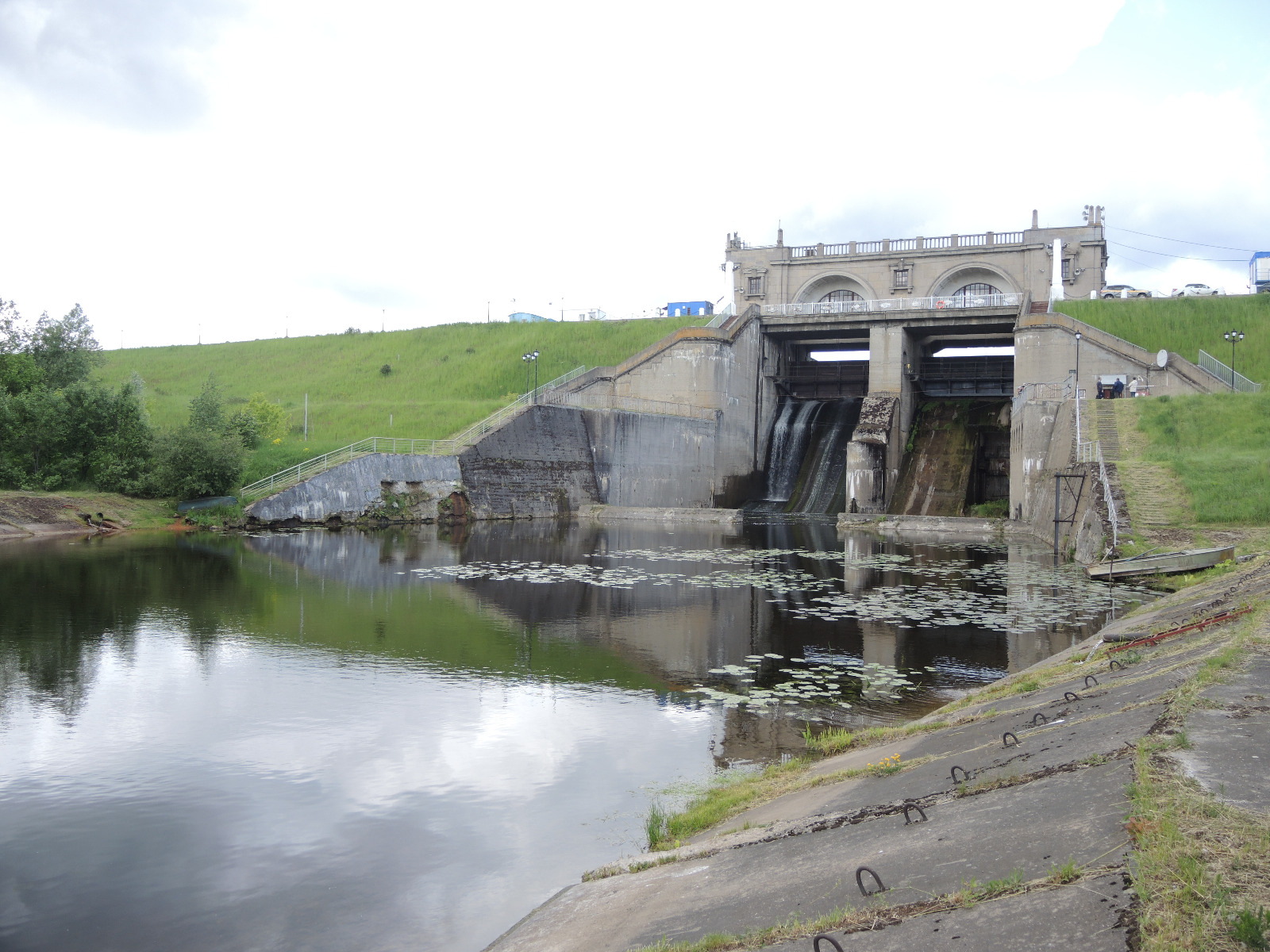
Общий вид со стороны р. Клязьма

Пироговский гидроузел — комплекс гидротехнических сооружений (гидроузел) на реке Клязьма, построенный в 1930-х годах при создании канала Москва—Волга (канал имени Москвы). В результате этого строительства образовалось обширное Клязьминское водохранилище, часть которого, примыкающая к гидроузлу, называется Пироговским водохранилищем или Пироговским заливом (рукавом).

## История
Пироговский гидротехнический узел, основным элементом которого является большая грунтовая плотина, был сооружён в 1932—1934 годах. Окончательная отладка элементов и включение в систему канала Москва—Волга были выполнены в середине 1937 года. Основной объём работ, самыми масштабными из которых были земляные и бетонные, выполнили заключённые—"каналоармейцы" подразделений одного из крупнейших лагерных объединений ГУЛАГа ОГПУ—НКВД, расположенного в Московской области — Дмитровлага (Дмитлага).

## Современное состояние

### Описание
Объем водохранилища Пироговского гидроузла составляет 26,5 млн м³.

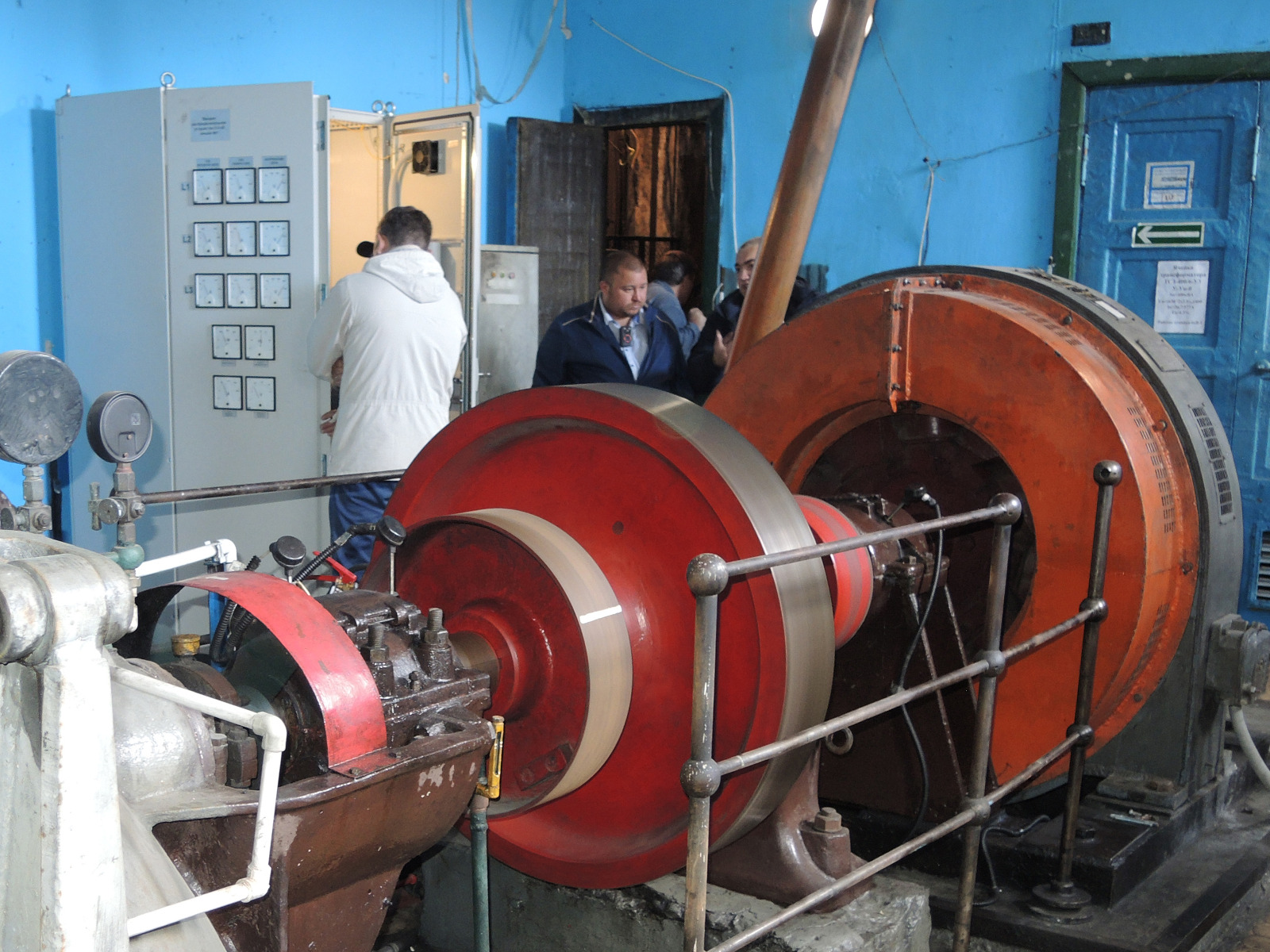
Машинный зал Пироговского гидроузла (ГЭС-199). Гидроагрегат с радиально-осевой турбиной ФБТ-23/4. Генератор горизонтального типа СТ-6-5-10, мощность 280 кВт, напряжение 400 В.

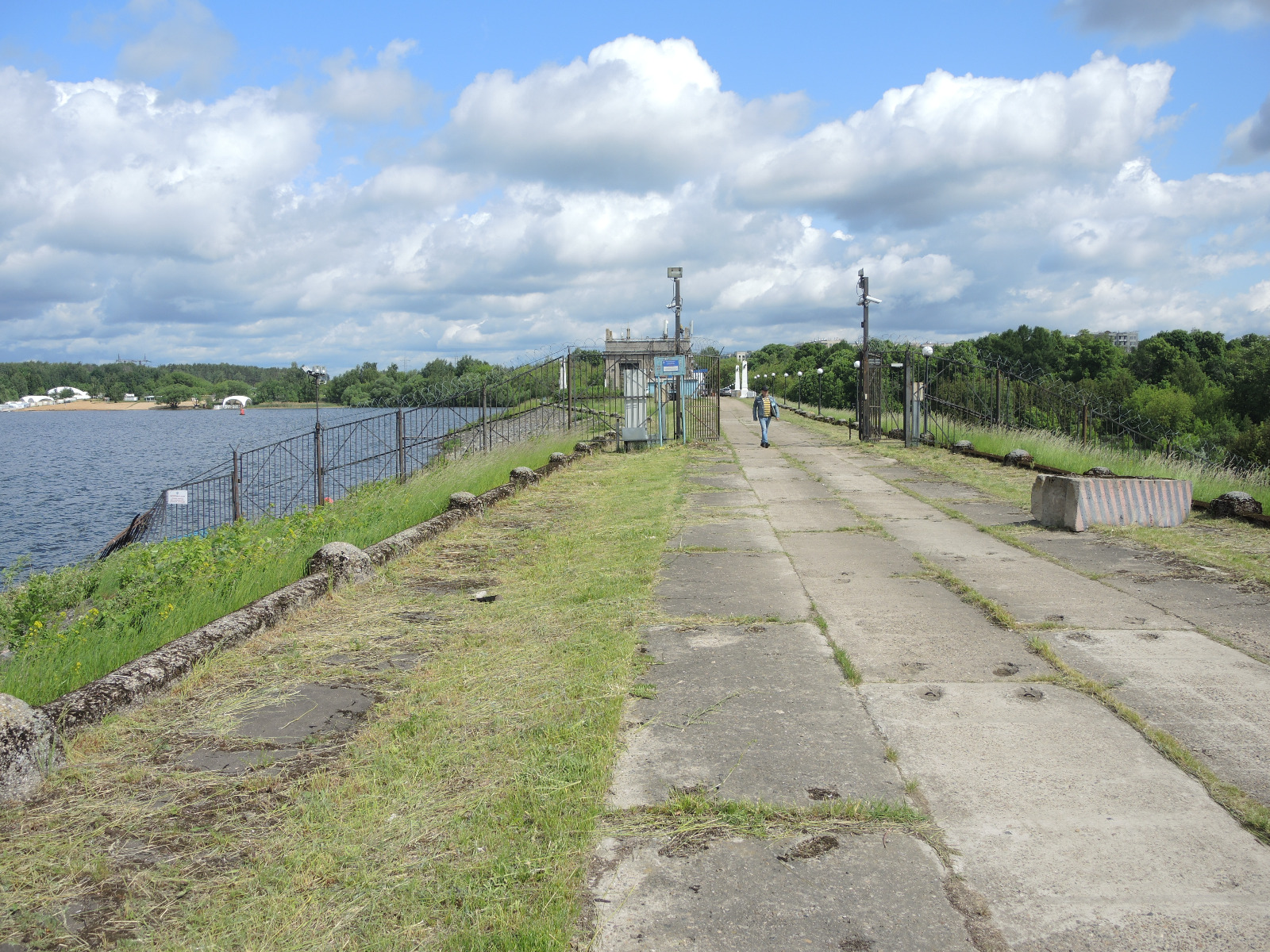
Плотина Пироговского гидроузла